# Patria Vieja
Patria Vieja est le nom donné à la période de l'Histoire du Chili comprise entre la Première Junte nationale le 18 septembre 1810 et le désastre de Rancagua du 2 octobre 1814 qui signe la déroute du mouvement patriotique face aux forces loyales à l'Empire espagnol. 
Cette période se caractérise par l'évolution progressive du mouvement autonomiste vers une aspiration à l'indépendance du pays, la prépondérance politique des frères Carrera en particulier de José Miguel Carrera et par la lutte armée menée par le général Bernardo O'Higgins contre la Capitainerie générale du Chili. Les batailles significatives sont celles de Yerba Buena, d'El Roble, de Quilo, de Membrillar et de Quechereguas.
Un Congrès national et une Junte nationale sont créés pour administrer le territoire libéré. La première constitution chilienne de 1812 préservait les droits au trône de Ferdinand VII, alors prisonnier de Napoléon Ier sous réserve qu'il en accepte le texte.
La défaite de Rancagua ouvre une nouvelle phase de l'Histoire du Chili qui prend le nom de Reconquista (rétablissement du pouvoir des royalistes espagnols).

## Chronologie
- 1810
  - 18 septembre : réunion d'un cabildo colonial ; élection d'une Junte nationale présidée par le gouverneur Mateo de Toro Zambrano
  - 15 décembre : convocation pour l'élection du Premier Congrès national
- 1811
  - 21 février : décret sur la liberté du commerce international ; fin du monopole espagnol
  - 26 février : décès de Mateo de Toro Zambrano ; Juan Martínez de Rozas assure la présidence de la Junte nationale
  - 1er avril : échec de la mutinerie de Tomás de Figueroa
  - 6 mai : élection du Congrès national ; le parti modéré est majoritaire
  - 4 juillet : première session du Congrès national présidé par Juan Antonio Ovalle
  - 10 août : élection de la Junte exécutive par le Congrès composée d'un triumvirat : Martin Calvo Encalada, Juan José Aldunate et Francisco Javier del Solar
  - 4 septembre : coup d'État des frères Carrera ; dissolution du Congrès de Santiago ; Cabildo ouvert à Concepción à l'initiative de Juan Martínez de Rozas - opposition entre les deux villes
  - 15 novembre : deuxième coup d'État de José Miguel Carrera : triumvirat Carrera, Rozas, Marín
  - 2 décembre : troisième coup d'État de José Miguel Carrera après une tentative d'assassinat
- 1812
  - 8 juillet : mise en accusation de Juan Martinez de Rozas à Concepción
  - 1er septembre : démission de José Miguel Carrera à la suite d'un désaccord avec son frère Juan José
  - 3 octobre : Ignacio de la Carrera, père des précédent, est nommé dans la Junte provisoire
  - 26 octobre : premier règlement constitutionnel provisoire comportant 27 articles
  - 27 novembre : Juan Martinez de Rozas  est exilé à Mendoza
  - 12 décembre : expédition d'Antonio Pareja envoyé par le vice-roi du Pérou José Fernando de Abascal y Sousa
- 1813
  - 27 mars : Pareja débarque à Talcahuano
  - 29 mars : Les forces royalistes entrent Conception
  - 27 avril : bataille de Yerba Buena
  - 15 mai : bataille de San Carlos
  - 23 juin : le Congrès national décrète la liberté de la presse
  - 3-5 août : siège de Chillán
  - 15 octobre : le Congrès se replie à Talca
  - 16-17 octobre : bataille de El Roble
  - 2 novembre : le général Bernardo O'Higgins remplace José Miguel Carrera à la tête de l'armée des patriotes
- 1814
  - 31 janvier : nouvelle expédition royaliste sous le commandement de Gabino Gaínza
  - 6 mars : José Miguel Carrera est capturé par les royalistes
  - 7 mars : Francisco de la Lastra est élu Directeur suprême du Chili
  - 19 mars : bataille de El Quilo
  - 20 mars : bataille de Membrillar
  - 8 avril : bataille de Quechereguas
  - 3 mai : traité de Lircay
  - 12 mai : évasion des frères Carrera
  - 19 juillet : José Fernando de Abascal rejette le traité de Lircay
  - 26 août : combat de Las Tres Acequias entre les deux factions opposées des forces patriotiques - O'Higgins vaincu par Carrera
  - 9 septembre : José Miguel Carrera est nommé de nouveau commandant en chef de l'armée chilienne
  - 1er-2 octobre : désastre de Rancagua
  - 5 octobre : les forces royalistes entrent dans Santiago, exode des patriotes à Mendoza - fin de la Patria Vieja.